# 사이클론 윈스턴
사이클론 윈스턴(Cyclone Winston)은 남태평양과 남반구에서 관측된 가장 강력한 사이클론이자 남태평양에서 가장 재산피해를 많이낸 사이클론이다.

## 사이클론의 진행

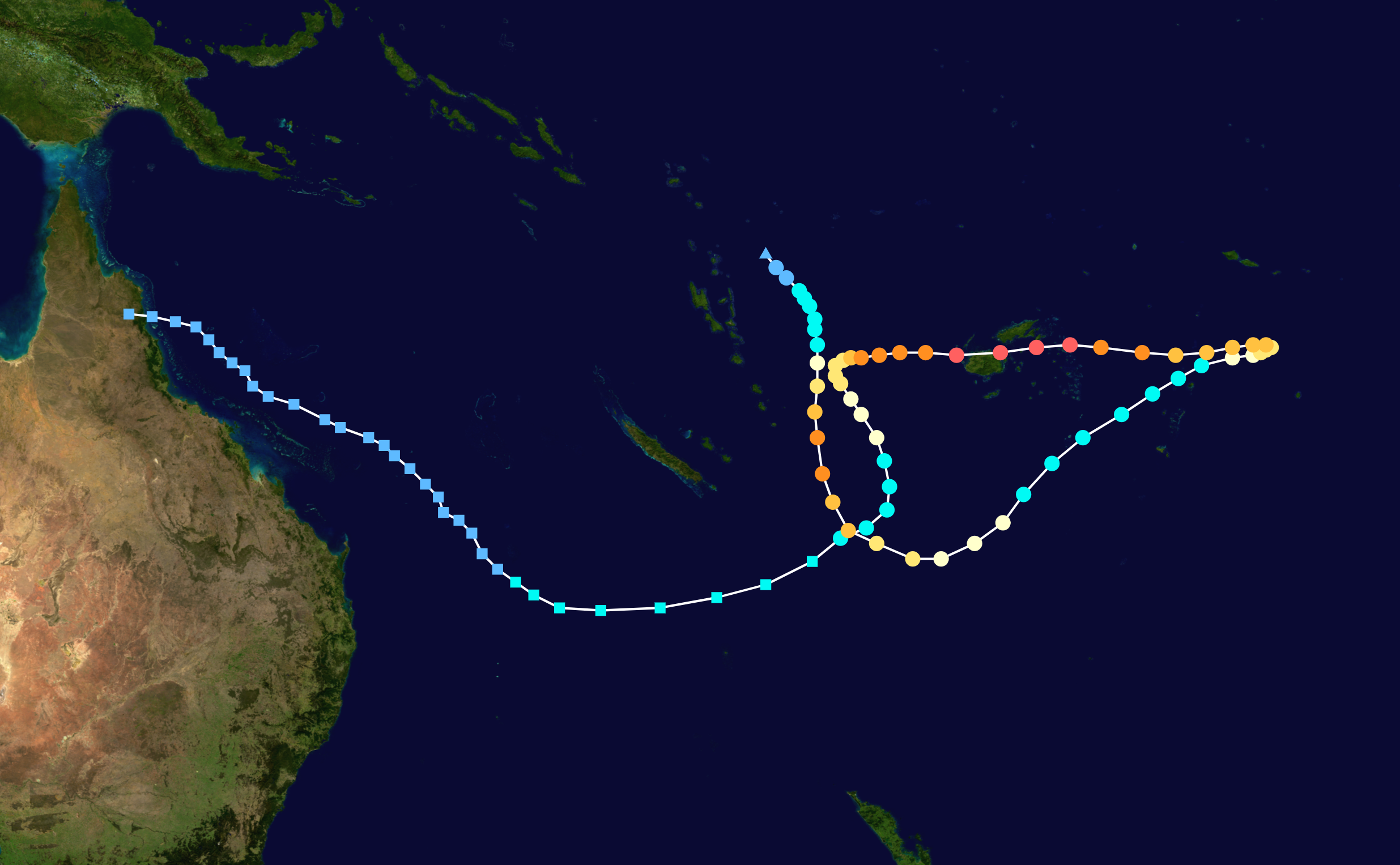
사이클론 윈스턴의 경로

2016년 2월 7일, 피지 기상청은 바누아투 포트빌라에서 북서쪽으로 약 1,000km (620 mi) 떨어진 곳에 위치한 열대 요란 09F를 감시하기 시작했다. 이후 며칠 동안 09F은 남동쪽으로 이동했고 유리한 환경 내에서 발전했다. 2월 10일, 미국 합동태풍경보센터(JTWC)는 이 열대저기압에 대한 권고안을 마련하여 열대 사이클론 11P로 분류했으며, 피지 수바 북서쪽 약 860km(535mi)에 위치해 있었다. 피지 기상청은 2월 11일 이 열대저기압을 사이클론 1등급으로 격상시켜 윈스턴(Winston)이라는 이름을 부여했으며, 이때 윈스턴은 피지 수바(Suva)에서 북서쪽으로 약 820km(510mi) 떨어진 곳에 있었다. 윈스턴은 남동쪽으로 이동하고 있었다. 같은 날 12:00 UTC에서 윈스턴은 2등급 사이클론이 되었다.

윈스턴은 2월 12일 바누아투 남동쪽에 있었다.
매우 양호한 환경 내에 윈스턴은 2월 12일 급성장해 06:00 UTC에 3등급의 사이클론이 되었고, 6시간 후에 4등급의 사이클론이 되었다.
이 사이클론은 뚜렷한 눈이 보였고,
UTC 18:00에 10분 최대 풍속은 175 km/h(110 mph), JTWC는 1분 최대 풍속을 215 km/h(130 mph)로 추정하여 SSHS 4등급 사이클론으로 분류했다.
그후 강해진 윈드시어는 윈스턴을 약화시켰다.
2월 14일, 윈스턴은 북동쪽으로 방향을 틀었다.
2월 15일 00:00 UTC에 강한 열대폭풍 등급까지 약화되었다.
사이클론의 눈은 점점 더 작아지고 강화되면서 뚜렷해졌다. 2월 17일 윈스턴은 거의 이동하지 않는 상태가 되었다. 사이클론의 눈은 2월 17일 더 뚜렷해졌다.
2월 18일, 윈스턴은 서쪽으로 이동했고, 그 날 사이클론의 눈은 커졌다.
2월 19일, 윈스턴은 급성장해
06:00 UTC에 호주 기상청 열대저기압 등급에서 5등급이 됐다., 10분 최대 풍속은 205km/h(125mph)에 도달했다.
JTWC는 18:00에 윈스턴의 1분 최대 풍속을 시속 270km(165mph)으로 추정했으며, 이는 SSHS 5등급 사이클론이다.이 무렵, 사이클론은 바누아투 발라부 섬 바로 위를 지나갔다. 기상 관측소는 파괴되기 전에 233km/h(145mph)의 강풍과 306km/h(190mph)의 강풍을 기록했으며, 두 값 모두 피지의 최대 풍속 기록이다.
2월 20일, 바누아투 레부 섬 바로 남쪽을 지나 윈스턴은 시속 280km의 10분 최대 풍속과 884hPa의 최저기압의 세력으로 최성기를 맞았다.

## 같이 보기
- 2015~2016년 남태평양 사이클론
- 2016년 태풍